# Роминтенская пуща
Роминтенская пуща, Роминтская пуща, Красный лес (нем. Rominter Heide, пол. Puszcza Romincka) — лес в Нестеровском районе Калининградской области России и Варминьско-Мазурском воеводстве Польши. Общая площадь лесного комплекса — примерно 360 км², примерно две трети пущи находятся в России, одна треть — в Польше. Часть польской Роминтенской пущи имеет статус охраняемой территории. Российская часть пущи также известна как Красный лес, по названию лесхоза, который, в свою очередь, назван по посёлку (Краснолесье). Российская часть пущи входит в состав национального парка «Виштынецкий».
Единственный относительно крупный населённый пункт на территории пущи — посёлок Краснолесье. На окраине пущи расположен польский город Голдап.

## История

### С тевтонских времён до конца XIX века
Во времена Тевтонского ордена пуща использовалась в основном как место для охоты. Ежегодно, а иногда и несколько раз в год, как правило летом, гроссмейстеры Тевтонского ордена вместе со своими гостями отправлялись на большую охоту в Роминтенскую пущу. Такая большая охота могла длиться неделями. В остальное время рыцари разрешали охотиться в пуще местным жителям. В пуще также собирали мёд диких пчёл, воск и другие дары природы.
После того как в 1525 году Пруссия стала светским государством, право местных жителей на охоту в пуще стало ограничиваться, охота в Роминтенской пуще стала привилегией знатных дворян.
С 1739 года пуща стала охраняться по приказу прусского короля. Вырубка леса и другие виды человеческой деятельности в пуще были ограничены.

### Охотничья усадьба кайзера Вильгельма

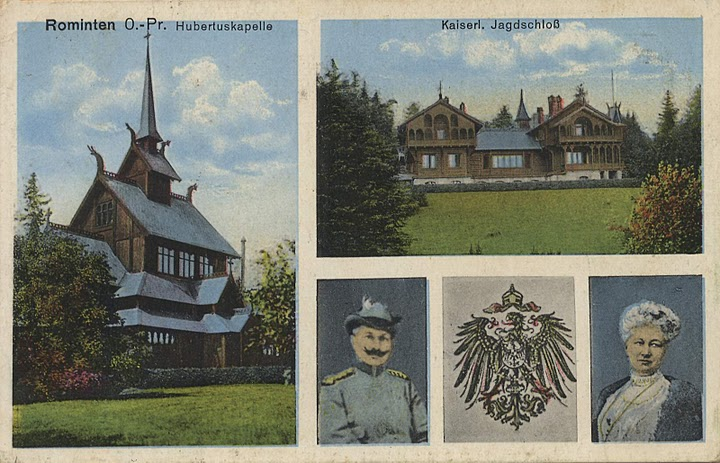
Почтовая открытка. Охотничья усадьба кайзера Вильгельма II в Роминте

В 1890 году, 23 сентября, в пуще побывал кайзер Вильгельм II. Природа пущи настолько понравилась ему, что он решил устроить здесь свою охотничью резиденцию. К 1893 году по проекту двух норвежских архитекторов в пуще был построен деревянный охотничий дом и капелла, выдержанные в традиционном норвежском стиле. Эти два здания были созданы в Норвегии и их привезли в Восточную Пруссию в разобранном виде. Позднее усадьба была украшена статуями животных. Усадьба постепенно расширялась, в ней строились дополнительные строения, такие как дома лесников. Усадьба находилась рядом с посёлком Роминты (ныне Радужное).
Вильгельм не только отдыхал в своей роминтенской усадьбе, но и встречался здесь с иностранными политиками, в том числе с российским царём Николаем II и Сергеем Витте. В мемуарах последнего есть подробное описание встречи в охотничьей усадьбе.
После Первой мировой войны охотничья усадьба Вильгельма стала принадлежать государству. В тридцатые годы усадьба стала доступна для посещения туристами.
До наших дней усадьба не сохранилась. Часть её строений сгорела, часть была разобрана и перенесена в другие места. Одно из зданий теперь расположено в Центральном парке Калининграда (бильярдная).
Одна из скульптур животных, украшавших усадьбу, теперь находится в саду Блонье в Смоленске (скульптура оленя, создана в 1909 году прусским скульптором Рихардом Фризе).

### XX век

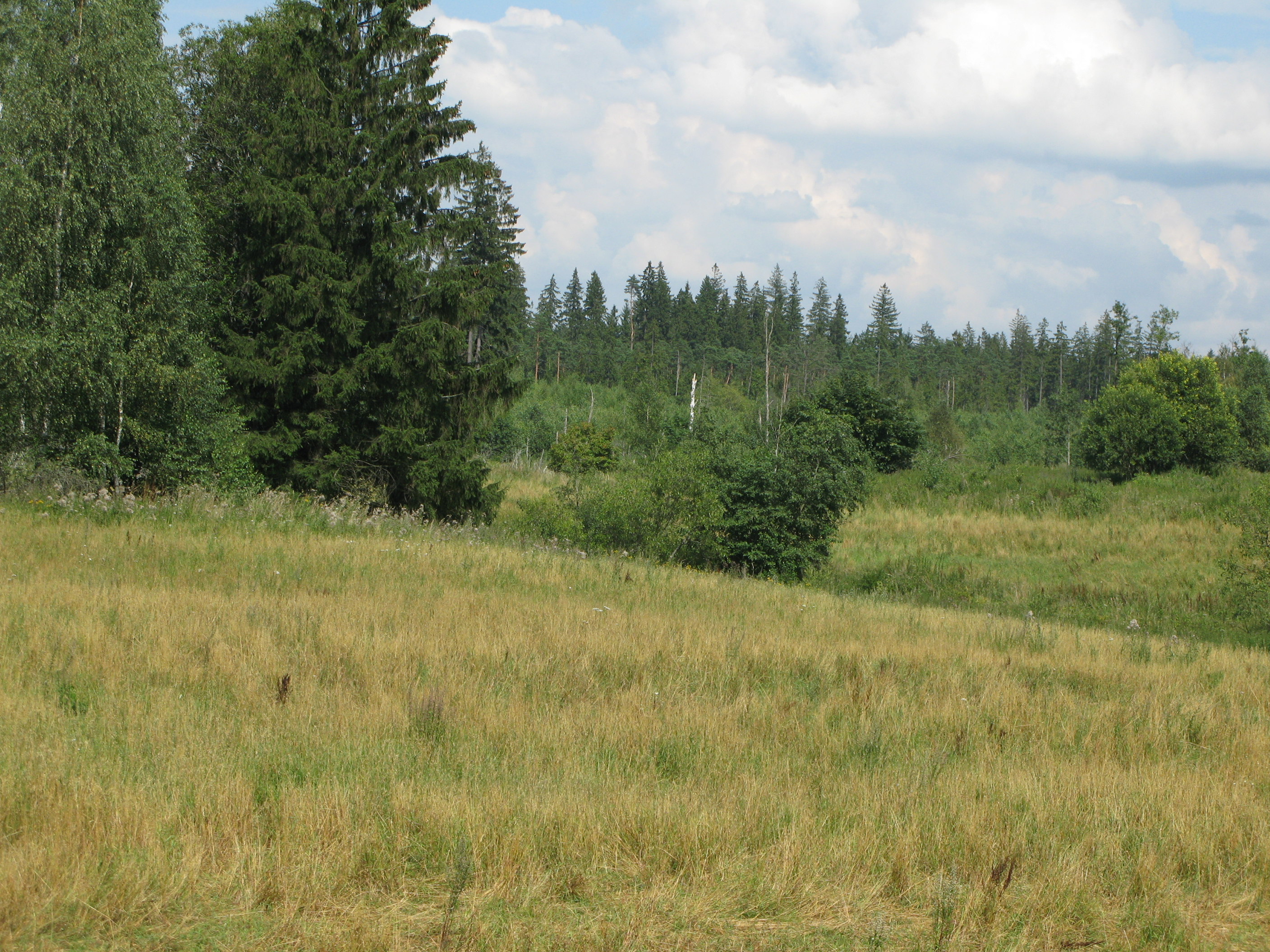
Пейзаж в польской части Пущи

В 1930-х годах Роминтенскую пущу облюбовал Геринг. Рядом с бывшей усадьбой Вильгельма в 1936 году он устроил свою собственную охотничью дачу. На даче Геринга проводились встречи видных нацистов, в том числе Генрих Гиммлер, Эрих Кох, Иоахим Риббентроп.
После Второй мировой войны пуща была поделена между Польшей и СССР. В советской части леса проводились промышленные лесозаготовки, но также велись и лесовосстановительные работы. Благодаря тому, что лес находился в пограничной зоне, его хозяйственное использование было ограничено.

## Рельеф
Рельеф пущи холмистый (она расположена на Виштынецкой возвышенности). Самые высокие холмы пущи — Королевская гора (218 м над уровнем моря), Замковая гора (195 м) — расположены в польской её части.
В пуще много озёр. Самое большое озеро — Виштынецкое, но пуща прилегает к нему только с одной стороны. Другие относительно крупные озёра — Красное (Голдап), Мариново, Камышовое. Кроме них есть несколько небольших озёр. По территории пущи протекают речки Писса, Протока, Красная (Роминта) и множество небольших ручьёв.

## Флора и фауна
Большую часть территории Роминтенской пущи формируют леса, также имеются многочисленные болота. Большая часть лесов смешанные, молодые и средневозрастные, выросшие после Второй мировой войны. Старые леса редки и встречаются на небольших площадях. В них растут дубы и грабы, местами липы. Встречаются также сосны и ели, возраст которых более 140 лет, высотой до 46 метров с диаметром ствола более 1 метра.
Наиболее распространены берёза бородавчатая, осина, граб обыкновенный, клён остролистный, ясень обыкновенный, ольха. В польской части пущи встречаются хвойные леса с большим количеством ели.
В лесу живут 47 видов млекопитающих, в том числе благородные олени, лоси, кабаны, бобры, косули, куницы, ондатры, ласки. Встречаются енотовидная собака, волк, рысь, выдра. В реке Красной водятся четырнадцать видов рыб, в том числе угорь, щука, язь, усач, а также ручьевая форель.